# Frida Schmidt
Frida Frederikke Caroline Christiane Schmidt (Middelfart, 1849-Odense, 1934) fue una profesora danesa, sufragista y activista pionera de la Sociedad Danesa de Mujeres en la isla de Fionia. Ayudó a establecer las sucursales de Odense tanto de la Women's Suffrage Association en 1889 como de la Women's Society en 1890. A principios de la década de 1890, fue una de las defensoras más firmes de la adopción del derecho al voto de las mujeres como parte del programa de la organización de Odense, años antes de que la Sociedad de Mujeres incluyera el derecho al voto en su programa nacional en 1906.

## Biografía
Schmidt nació en Middelfart el 15 de agosto de 1849 y fue la cuarta de 10 hijos de la abogada y fiscal Lorentz Lorentzen Schmidt (1816-1867) y su esposa Elisabeth Vanting (1819-1902). Al matricularse en la escuela en 1864, inusualmente para su época, trabajó en la oficina de su padre, tomando dictados y manejando correspondencia. Burlada por los clientes de la firma e incapaz de ser testigo legal de los documentos, se dio cuenta del estatus de segunda clase impuesto a las mujeres. Se enteró de la causa de los derechos de las mujeres a través de Ida Falbe-Hansen y las obras de Henrik Ibsen.
Estudió para ser profesora particular en la escuela de la señorita N. Zahles en Copenhague desde 1867. Durante un corto periodo de tiempo fue maestra de casa en Jutlandia, pero en 1873 se hizo cargo de una escuela de niñas en Middelfart. Cuando la familia se trasladó a Odense en 1880, siguió dando clases, primero en la Odense Friskole de Bjergegade y después en una escuela comercial que dirigía con su hermana conocida como Eugenie Schmidts Handelsskole (Colegio Comercial de Eugenie Schmidt), donde enseñó durante 34 años, introduciendo una materia completamente nueva, los estudios sociales.
Hizo su mayor contribución durante el período pionero del movimiento femenino antes del cambio de siglo, cuando sus opiniones radicales desafiaron las nociones arraigadas del lugar de la mujer. Reivindicó el derecho de las mujeres a ser guarnicioneras y labradoras de la tierra y defendió con extraordinaria coherencia la plena igualdad de sexos en todas las esferas de la sociedad. Su fuerte sentido de la justicia se convirtió en una fuerza motriz que la llevó a traspasar sin reparos los límites de lo que se consideraba correcto en ese momento.
Schmidt ayudó a fundar tanto la Asociación del Sufragio Femenino (1889),Women's Suffrage Association, como la Sociedad de Mujeres (1890) en Odense y fue una de las primeras y más firmes defensoras del sufragio femenino en la Sociedad de Mujeres. Al principio, la Sociedad Danesa de Mujeres estaba dividida en cuanto a la cuestión del sufragio femenino, y no asumía la reivindicación del sufragio, pero en la primera reunión de delegadas, en Aarhus en 1893, Schimdt planteó la cuestión del derecho de los círculos individuales a incluir el sufragio político y la elegibilidad en el programa. Así esta  circunscripción de Odense tomó la delantera en este asunto, muchos años antes de que la organización nacional asumiera el derecho al voto en 1906.  Los círculos se liberaron rápidamente y hacia 1906 se introdujo el derecho al voto. Años después en 1915 se concedió a las mujeres el derecho a votar y a ser elegidas para el Parlamento.  
Schimdt  estuvo al frente de la lucha local contra la prostitución pública. En las reuniones de la asociación sobre el tema de la abolición de la prostitución, regulada en Dinamarca de 1874 a 1906, se causó un gran revuelo en la ciudad cuando Schimdt declaró en una reunión pública en 1894 que el Ayuntamiento de Odense era putero mientras permitiera la prostitución controlada públicamente. También abogaba por la igualdad de género en el ámbito sexual, pero tenía que ser en los términos de las mujeres. Al igual que muchas activistas de los derechos de la mujer de su generación, estaba convencida de que las mujeres estaban en un plano cristiano y moral más elevado que los hombres.
La carrera de Schmidt en Dinamarca fue larga, en Odense fue miembro de la junta directiva desde 1890 hasta su muerte en 1934, fue secretaria entre 1890 y 1907, y presidenta entre 1893 y 1994 y estuvo siempre dispuesta a formarse una opinión sobre cualquier tema relacionado con las mujeres. 
En la organización nacional se incorporó a la primera junta directiva en 1892 y ocupó el cargo de tesorera hasta 1907, cuando fue nombrada miembro honoraria.
Frida Schmidt murió en Odense el 22 de enero de 1934.